# 劉光第
劉光第（1861年6月18日—1898年9月28日），原名光謙，字德星，號裴村、又號古愚、吉六，四川富順南趙化鎮西街風景間處人，祖籍福建武平，客家人，清末政治人物，進士出身。

## 生平
光緒九年（1883年）癸未科殿試二甲第八十八名進士，同年五月，著以主事分部学习，任刑部主事。光绪二十四年（1898年）入保國會。因參與維新變法，被慈禧太后處斬。與譚嗣同、林旭、楊銳、楊深秀、康廣仁等人並稱戊戌六君子。

## 著作
有《介白堂诗文集》存世。多爱国伤感时事。

## 墓葬
刘光第慷慨就义後。由同鄉四川進士李徵庸收其尸，运回富顺县，埋葬于富顺县山中，后转葬于富顺县烈士陵园（位于富顺西湖旁五虎山上），有塑像。刘光第墓现为四川省文物保护单位。

## 註释
1. ↑  《大清德宗同天崇运大中至正经文纬武仁孝睿智端俭宽勤景皇帝实录》（卷一百六十三）：光绪九年癸未五月。庚辰朔……吕炎律、刘尚伦、陈鸿绶、饶昌麟、蔡卿云、王永年、朱紫佐、陈咸庆、卢聿炳、陈阜嘉、李春元、黄传礼、张铭坤、方铸、陶福祖、孙传奭、胡治铨、陈日新、于耿光、徐定超、承荫、裕连、朱占科、张琯生、刘光第、谢化南、王金镕、徐谦、锡恩、刘子焕、来维礼、陈毓光、汪景星、左盛均、杨传书、尤兰芳、孙崇墉、顾厚焜、张嘉猷、汪如练、武朝勋、彭琨生、丁寿鹤、江昌燕、叶大烜、齐学瀛、刘家模、陈增玉、曹步云、汪汝纶、邓福初、李世祥、王荃、戚善勖、李浚、何息深、欧阳钧、杨履晋、雷祖迪、张九章、定成、陈槐林、任宗泰、赖清键、李瀛瑞、郝耀昂、章法护、谢辅濂、缪介臣、殷瑞生、程景明、窦渥之、张荀鹤、李秉瑞、梁莘、余连萼、刘保厚、李扬宗、李经野、周安、包宗经、孙宗纬、赵湘洲、聂兴圻、黎大钧、叶士荃、俱著以主事分部学习。
2. ↑  《清史稿·卷四六四》：刘光第，字裴村，四川富顺人。光绪九年进士，授刑部主事。治事精严，因谳狱忤长官，遂退而闭户勤学，绝迹不诣署。家素贫，而性廉介，非旧交，虽礼馈弗受。独与杨锐善。通周官、礼及大小戴礼记。其应召也，亦以陈宝箴荐，然非其素志，将具疏辞，川人官京朝者力劝之。一日，召见，力陈时危民困，外患日迫，亟宜虚怀图治，上称善。惟时言路宏启，臣民奏事日数百计，光第竟日批答，签识可否，以待上裁。退语所亲曰：“吾终不任此，行当亟假归矣！”未一月而祸作，光第自投狱。临刑，协办大学士刚毅监斩，光第诧曰：“未讯而诛，何哉？”令跪听旨，光第不可，曰：“祖制，虽盗贼，临刑呼冤，当复讯。吾辈纵不足惜，如国体何！” 刚毅默不应，再询之，曰：“吾奉命监刑耳，他何知？”狱卒强之跪，光第崛立自如。杨锐呼曰：“裴村，跪！跪！遵旨而已。”乃跪就戮。著有介白堂诗文集。
3. ↑  「當先大夫之聞信至京也，親友中咸勸勿自投羅網。先大夫曰：『朋友有難，袖手旁觀，吾不為也』，及趨至菜市，六君子已被戮，先大夫哭於屍側。當事者查問姓名而去，人咸為先大夫危，先大夫不顧也，仍為之經理其喪。除劉、楊當天收屍外，其餘四君子無人敢來探視，聞二三日後始有人為之收斂焉」，李準，《戊戌政變劉楊二君事略》

## 延伸阅读
[在维基数据编辑]
 《清史稿/卷464》，出自趙爾巽《清史稿》
 在维基共享资源阅览影像